# Eucheilota duodecimalis
Eucheilota duodecimalis är en nässeldjursart som beskrevs av Agassiz 1862. Eucheilota duodecimalis ingår i släktet Eucheilota och familjen Lovenellidae. Inga underarter finns listade i Catalogue of Life.